# Raúl Criado
Pour les articles homonymes, voir Criado.
Raúl Criado Sánchez, né le 8 mars 1995 à Barcelone, est un coureur de fond espagnol spécialisé en skyrunning et en course en montagne. Il a remporté le classement Long de la Coupe du monde de course en montagne 2021.

## Biographie
Né à Barcelone, Raúl grandit à Salamanque jusqu'à l'âge de six ans. Il retourne vivre ensuite à Barcelone. Ses parents s'installent à Canfranc en 2012 pour y tenir un hôtel. Raúl y découvre une véritable passion pour les montagnes. Visionnant des films de Kílian Jornet, il se décide à s'essayer à la compétition. Il prend part à sa première course en septembre 2012, au Canfranc-Canfranc 16k qu'il termine à la cinquième place. Il s'illustre par la suite dans la discipline du kilomètre vertical en remportant la Coupe d'Espagne junior en 2014.
Le 12 juin 2016, il remporte le titre de champion d'Espagne espoir de course en montagne FEDME sur le Maratón Alpino Madrileño.
Le 25 juillet 2017, il fait une démonstration d'une nouvelle discipline de kilomètre vertical en descente pour promouvoir une nouvelle course programmée lors de l'édition 2017 de Canfranc-Canfranc. Il choisit un tracé rectiligne de 3,15 km, partant du sommet de la Collarada et atteignant le refuge de La Trapa. Il établit une marque de référence en 11 min 36 s.
En 2020, l'annulation des compétitions liées à la pandémie de Covid-19 le pousse à chercher de nouveaux défis. Comme plusieurs de ses compatriotes, il se lance dans des records d'ascension. Le 20 juillet, il part depuis le parking d'Anéou, vers le col du Pourtalet et atteint le sommet du pic du Midi d'Ossau après 1 h 12. Il redescend à son point de départ et établit un nouveau record d'aller-retour en 1 h 53. Le 24 septembre, il s'élance de Candanchú et atteint le sommet du pic d'Aspe en 59 min 58 s. Il complète l'aller-retour avec un nouveau record en 1 h 25 min 58 s.
Il prend part à la Coupe du monde de course en montagne 2021 en se concentrant sur la catégorie Long. Après une modeste quinzième place à la Tatra Race Run, il réalise une solide course au Tatra SkyMarathon, prenant la tête en première partie pour finalement terminer sur la troisième marche du podium. Le 11 septembre, il se retrouve à domicile pour le Canfranc-Canfranc Maratón. Déterminé à briller sur son épreuve fétiche, il se place dans le groupe de poursuivants derrière Fran Naval. Il voit cependant le Slovaque Peter Fraňo s'échapper en tête à mi-parcours. Décidé à ne pas laisser la victoire lui échapper si facilement, Raúl accélère pour suivre Peter. Son compatriote Íñigo Macias parvient à les suivre, larguant Fran. Malgré tous ses efforts, Raúl se fait distancer par le Slovaque qui file vers la victoire. Il voit ensuite Íñigo le doubler en fin de course et se contente de la troisième place. Le 3 octobre, il prend part à la dernière manche de la catégorie Long, courue sur le Zumaia Flysch Trail Maratoia. Son grand rival Peter Fraňo étant absent, Raúl peut encore espérer remporter le classement de la catégorie. Il profite du forfait de dernière minute des deux favoris locaux, Oiher Ariznabarreta et Hassan Ait Chou, pour se redonner confiance. N'ayant qu'Ismail Razga comme adversaire sérieux, Raúl sonne la charge dès le début de course. Motivé à l'idée de remporter le titre, il mène la course sur un rythme soutenu et distance ses adversaires. Il s'impose avec 24 minutes d'avance sur Ismail et remporte avec brio le classement Long de la Coupe du monde.

## Palmarès
| no  | masculin           | Course                             | Longueur | Départ            | Temps           |
| --- | ------------------ | ---------------------------------- | -------- | ----------------- | --------------- |
| 2e  | Médaille d'argent  | Canfranc-Canfranc Maratón          | 44 km    | 12 septembre 2015 | 5 h 33 min 56 s |
| 2e  | Médaille d'argent  | Canfranc-Canfranc Maratón          | 45 km    | 9 septembre 2017  | 6 h 2 min 22 s  |
| 1re | Médaille d'or      | Ut4M 40 Oisans                     | 46 km    | 24 août 2018      | 5 h 43 min 48 s |
| 2e  | Médaille d'argent  | Canfranc-Canfranc Maratón          | 44 km    | 8 septembre 2018  | 5 h 45 min 57 s |
| 3e  | Médaille de bronze | Tatra SkyMarathon                  | 40 km    | 24 juillet 2021   | 4 h 39 min 45 s |
| 3e  | Médaille de bronze | Canfranc-Canfranc Maratón          | 45 km    | 11 septembre 2021 | 5 h 43 min 23 s |
| 1re | Médaille d'or      | Zumaia Flysch Trail Maratoia       | 43,3 km  | 3 octobre 2021    | 4 h 35 min 16 s |
| 3e  | Médaille de bronze | Canfranc-Canfranc 16K              | 16 km    | 11 septembre 2022 | 1 h 45 min 0 s  |
| 2e  | Médaille d'argent  | Zumaia Flysch Trail Maratoia Erdia | 22,2 km  | 2 octobre 2022    | 1 h 33 min 7 s  |
| 1re | Médaille d'or      | Val d'Aran by UTMB - PDA           | 55 km    | 6 juillet 2023    | 5 h 41 min 8 s  |
| 3e  | Médaille de bronze | Inthanon SkyRace                   | 32 km    | 5 octobre 2024    | 3 h 34 min 23 s |
| 1re | Médaille d'or      | Transvulcania Maratón              | 43 km    | 10 mai 2025       | 3 h 43 min 43 s |